# ارفلک
ارفلک (به ترکی استانبولی: Erfelek) یک شهرستان و منطقهٔ مسکونی در ترکیه است که در استان سینوپ واقع شده‌است.